# Distretto di Shiwa
Il distretto di Shiwa (紫波郡, Shiwa-gun?) è uno dei distretti della prefettura di Iwate, in Giappone.
Fanno parte del distretto i comuni di Shiwa e Yahaba.
| Controllo di autorità | VIAF (EN) 253874086 · NDL (EN, JA) 00636084 |